# Edoardo Piscopo
Edoardo Piscopo, född 4 februari 1988 i Rom i Italien, är en italiensk racerförare.

## Racingkarriär

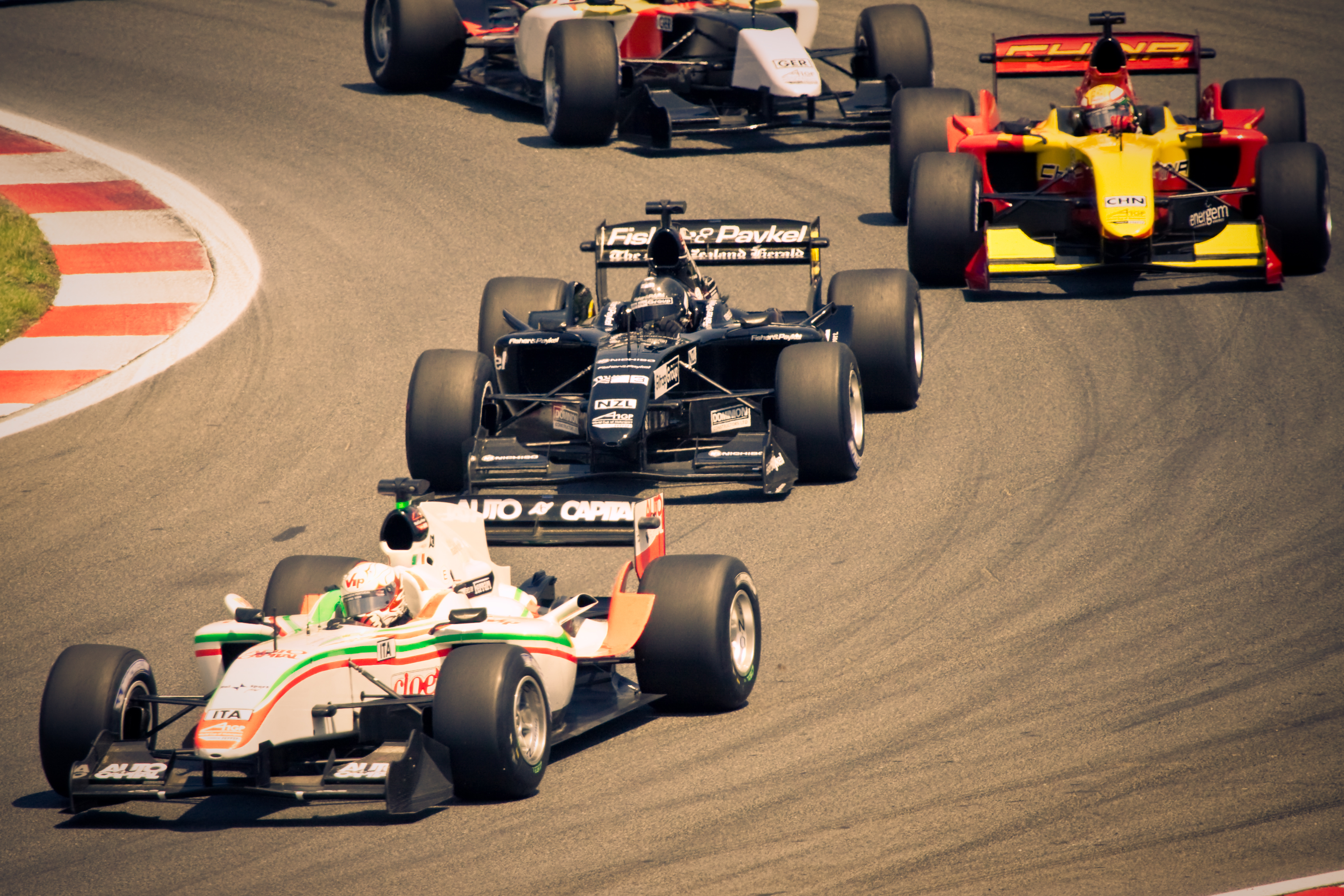
Edoardo Piscopo (längst till vänster) i A1 Grand Prix 2008/2009.

Piscopo inledde sin karriär i formel BMW i USA 2005, där han slutade på en femteplats. Året efter det gick han till Formel Renault och det italienska mästerskapet, där Piscopo slutade på en tredjeplats. 2007 körde Piscopo i F3 Euroseries, men lyckades inget vidare, trots att han körde för det erkända toppteamet Mücke Motorsport. Han blev bara femtonde. 2008 blev Piscopo tvåa i hemlandets F3-mästerskap, och han fick även tävla i A1 Grand Prix.
Under säsongen 2009 tävlade han i FIA Formula Two Championship och slutade på tolfte plats totalt, efter att ha avstått den sista tävlingshelgen.
Säsongen 2010 tävlar han i Auto GP, som tidigare gick under namnet Euroseries 3000.